# Редиу (Браешти)
Редиу (рум. Rediu) насеље је у Румунији у округу Јаши у општини Браешти. Oпштина се налази на надморској висини од 146 m.

## Становништво
Према подацима из 2011. године у насељу је живело 258 становника.